# Урлик Најсер
Улрик Ричард Густав Најсер (Кил, 8. децембар 1928 — Итака, Њујорк, 17. фебруар 2012) био је немачко-амерички психолог, професор Универзитета Корнел и члан Националне академије наука САД. О њему се говорило као о „оцу когнитивне психологије“.
Најсер је истраживао и писао о перцепцији и памћењу. Он је поставио да се ментални процеси особе могу мерити и накнадно анализирати. Године 1967. Најсер је објавио Когнитивну психологију, за коју је касније рекао да се сматра нападом на бихевиористичке психолошке парадигме. Когнитивна психологија донела је Најсеру тренутну славу и признање у области психологије. Док се когнитивна психологија сматрала неконвенционалном, Најсерова Спознаја и стварност је садржала неке од његових најконтроверзнијих идеја. Главна тема у Спознаја и стварност је Најсерово залагање за експерименте на перцепцији који се дешавају у природним („еколошки валидним“) окружењима. Најсер је претпоставио да је памћење, углавном, реконструисано, а не снимак тренутка. Најсер је то илустровао током једне од својих веома популарних студија о сећањима људи на експлозију Челенџера. У својој каснијој каријери, сумирао је тренутна истраживања људске интелигенције и уредио прву велику научну монографију о Флиновом ефекту. Анкета Review of General Psychology, објављена 2002. године, сврстала је Најсера као 32. најцитиранијег психолога 20. века.

## Публикације

### Књиге и одељци
- Neisser, U. . (1967). Cognitive psychology. Englewood Cliffs: Prentice-Hall. ISBN 978-0131396678.
- Neisser, U. . (1976). Cognition and reality: Principles and implications of cognitive psychology. New York: Freeman. ISBN 978-0716704775.
- Neisser, U., ур. (1982). Memory observed: Remembering in natural contexts. New York: Worth Publishers. ISBN 978-0716733195.
- Neisser, U., ур. (1987). Concepts and conceptual development: Ecological and intellectual factors in categorization (Emory Symposia in Cognition 1). New York, NY US: Cambridge University Press. ISBN 978-0521378758.
- Neisser, U., & Winograd, E., ур. (1988). Remembering Reconsidered: Ecological and Traditional Approaches to the Study of Memory (Emory Symposia in Cognition 2). Cambridge University Press. ISBN 978-0618967612.
- Neisser, U., & Harsch, N. . Phantom flashbulbs: False recollections of hearing the news about Challenger. In E. Winograd, U. Neisser (Eds.). Affect and accuracy in recall: Studies of 'flashbulb' memories (Emory Symposia in Cognition 4). New York, NY US: Cambridge University Press. 1992. стр. 9–31. ISBN 978-0521401883..
- Neisser, U., ур. (1993). The Perceived self: Ecological and interpersonal sources of self-knowledge (Emory Symposia in Cognition 5). Cambridge England: Cambridge University Press. ISBN 978-0521415095.
- Neisser, U., & Fivush, R., ур. (1994). The remembering self: Construction and accuracy in the self-narrative (Emory Symposia in Cognition 6). Cambridge: Cambridge University Press. ISBN 9780521431941.
- Neisser, U., & Jopling, D. A., ур. (1997). The conceptual self in context: Culture, experience, self-understanding (Emory Symposia in Cognition 7). New York, NY US: Cambridge University Press. ISBN 978-0521153607.
- Neisser, U., ур. (1998). The rising curve: Long-term gains in IQ and related measures. Washington, DC: American Psychological Association. ISBN 978-1557985033.
- Neisser, U. (2003). „Cognitive psychology.”. The history of psychology: Fundamental questions. New York, NY US: Oxford University Press. стр. 447–466. ISBN 978-0195151541.
- Neisser, U., & Winograd, E (2006). Remembering reconsidered: Ecological and traditional approaches to the study of memory. Cambridge: Cambridge University Press. ISBN 978-0521485005.
- Neisser, U. . Ulric Neisser. In G. Lindzey, W. M. Runyan, ур. (2007). A history of psychology in autobiography, Vol. IX. Washington, DC US: American Psychological Association. стр. 269—301. ISBN 978-1591477969.

### Чланци
- Neisser, U (1985). „The role of theory in the ecological study of memory: Comment on Bruce”. Journal of Experimental Psychology: General. 114 (2): 272—276. doi:10.1037/0096-3445.114.2.272.
- Neisser, U (1991). „Two perceptually given aspects of the self and their development”. Developmental Review. 11 (3): 197—209. doi:10.1016/0273-2297(91)90009-D.
- Neisser, U (1994). „Multiple systems: A new approach to cognitive theory”. European Journal of Cognitive Psychology. 6 (3): 225—241. doi:10.1080/09541449408520146.
- Neisser, U (1994). „Self-perception and self-knowledge”. Psyke & Logos. 15 (2): 392—407.
- Neisser, U.; Boodoo, G.; Bouchard; Boykin, A.; Brody, N.; Ceci, S. J.; Urbina, S. (1996). „Intelligence: Knowns and unknowns”. American Psychologist. 51 (2): 77—101. doi:10.1037/0003-066X.51.2.77.
- Neisser, U.; Winograd, E.; Bergman, E. T.; Schreiber, C. A.; Palmer, S. E.; Weldon, M. (1996). „Remembering the Earthquake: Direct Experience vs. Hearing the News”. Memory. 4 (4): 337—357. PMID 8817459. doi:10.1080/096582196388898.
- Neisser, U (2003). „New Directions for Flashbulb Memories: Comments on the ACP Special Issue”. Applied Cognitive Psychology. 17 (9): 1149—1155. doi:10.1002/acp.1005.
- Neisser, U (2004). „Memory development: New questions and old”. Developmental Review. 24 (1): 154—158. S2CID 143726342. doi:10.1016/j.dr.2003.09.002.